# Коалиция на левицата, движенията и екологията
Коалицията на левицата, движенията и екологията (на гръцки: Συνασπισμός της Αριστεράς, των Κινημάτων και της Οικολογίας) или „Синасписмос“ (Συνασπισμός, ΣΥΝ) е бивша лява политическа партия в Гърция, която е основата на днешната партия СИРИЗА (Коалиция на радикалната левица) управлявала Гърция от януари 2015 г. до юли 2019 г.

## История

### Коалиция
Появява се в Гърция като Коалиция на левицата и прогреса (на гръцки: Συνασπισμός της Αριστεράς και της Προόδου) през март 1989 г. като пореден опит за обединение на по-големите леви партии. Основните партньори са Гръцката комунистическа партия (ГКП, на гръцки: ΚΚΕ) и Гръцката левица (на гр.: ΕΑΡ, наследницата на „ГКП – вътрешна“) по инициатива на тогавашните им лидери Харилаос Флоракис и Леонидас Киркос, като стават съответно първият – председател, а вторият – секретар, на новата формация, която тогава все още не е партия.
За първи път коалицията участва на изборите в 18 юни 1989 г., когато се гласува едновременно за гръцкия и европейския парламенти. Резултатът е 855 559 гласа, съответстващо на 13,12% и осигуряващо 29 депутатски места в гръцкия парламент, а за европарламента – 941 913 гласа, 14,31% и 4 места. През ноември 1989 получава 734 552 гласа, 10,97% и 21 места в гръцкия парламент. През април 1990 – 677 092 гласа, 10,28% и 19 места.

### Партия
През юни 1991 г. поради непреодолими различия ГКП се оттегля от коалицията. Голяма част обаче от нейните членове остават и участват в първата общогръцка конференция на коалицията, между които и Мария Даманаки – председател тогава на Коалицията, както и по-следващ неин председател Алекос Алаванос. На конференцията се решава преобразуване на Коалицията от съюз на партии в партия с единна организационна структура. Другата партия съучредителка на коалицията (Гръцката левица) се саморазпуска с решение на конгреса ѝ, свикан през май 1992 г.
Скромният резултат на изборите (без подкрепата вече на ГКП, която участва самостоятелно) през 1993 г. (2,94%) лишава Коалицията от места в гръцкия парламент (необходимият минимум е 3%), в резултат на което председателката Мария Даманаки си подава оставката.
През 1994 Коалицията, с председател Никос Константопулос, постига най-високия си успех като партия в избори за европарламент – 6,26% с 2 места, а 2 години по-късно в националните избори – 5,12% с 10 места.
През 2004 г. с решение на 4-тия конгрес партията се преименува от „Коалиция на левицата и прогреса“ в „Коалиция на левицата, движенията и екологията“ (Συνασπισμός της Αριστεράς, των Κινημάτων και της Οικολογίας) или само „Коалиция“, съкратено ΣΥΝ.
През април 2004 г. участва в националните избори в коалиция с други по-малки леви партии и организации под наименованието „СИРИЗА“ (Коалиция на радикалната левица) и постига резултат 3,26% (41 539 гласа) и 6 депутатски места.
В изборите за европарламент през юни 2004 г. „Синаспизмос“ участва без партньорите си, като печели 4,16% (253 542 гласа) и 1 място в европарламента.
През октомври 2006 г. кандидатът за кмет на Атина Алексис Ципрас (по-късно председател на партията и министър-председател на Гърция от 2015 г. до 2019 г.) издигнат от „Синаспизмос“, получава 10,5% от гласовете и се нарежда на 3-то място след кандидатите на „Нова демокрация“ и ПАСОК, което се тълкува като задоволителен успех.

### Разпускане на „Синаспизмос“
През май 2012 г. СИРИЗА се регистрира като партия, а през юли 2013 г. неин конгрес решава разпускането на съставляващите я партии. „Синаспизмос“ формално се разформирова и става основата на единната партия СИРИЗА.

## Политически позиции
Из Устава на партията, както е обновен от Организационния уставен конгрес през 2005 г., четем следното.
- „Коалицията на левицата, движенията и екологията е политическа партия на съвременната демократична радикална… левица. Политическо движение на левите и прогресивните граждани на нашата страна, конфронтираща се и антагонистична сила към отношенията на експлоатация, подтисничество и отчуждаване на капиталистическото общество…
- Коалицията е плод и израз на силите, които са се борили и се борят за обновлението и осъвременяването на Левицата, на силите, които се вдъхновяват от идеалите и принципите на демократичния социализъм и политическата екология и смятат за икуменичен и безспорен принципа на демокрацията…
- Коалицията желае да изразява всички онези, които търсят радикална и оборваща политическа партия, с европейска ориентация, съвременна и антагонистична към анахронизма и консерватизма, несправедливостта и изоставането по отношение на опазването на околната среда на гръцкото общество…
- Коалицията е член на партията Европейска левица…
- Член на Коалицията може да бъде всеки мъж и жена,… чужденец по произход, който живее и работи в Гърция…“